# Национална професионална гимназия по полиграфия и фотография
Национална професионална гимназия по полиграфия и фотография е единственото в България училище за подготовка на кадри в областта на полиграфията, фотографията, визуалните изкуства, техники и технологии и производство на медийни продукти.

## История
Началото на полиграфическото образование в България се свързва с името на Александър Богданов Македонски от град Сливен. Със стипендия от фонд „Христо Г. Данов“ той завършва с отличие Академия за полиграфически изкуства и книгопечатане в Лайциг.
Назначен е през 1923 г. за директор на Държавната печатница в София. Македонски достига до извода, че за производството са необходими хора с професионални познания и започва подготовка за създаване на професионално училище, като превежда необходимите за училището учебници по наборна техника, печатарска техника, история на книгопечатането, хармония на боите и графични техники. Още през есента на същата година към Държавната печатница отваря врати Държавно средно графическо училище за книгопечатане и графически изкуства. Две години по-късно, през 1925 година, отново към нея се открива и Допълнително занаятчийско графическо училище с двугодишен вечерен курс на обучение. Македонски е директор на двете училища и преподавател в тях. Двете училища се помещават в една и съща сграда в двора на Държавната печатница, което им дава възможност за практическо обучение на учениците.
В края на учебната 1931/1932 г. Държавното средно графическо училище за книгопечатане и графически изкуства е закрито, но обучението в Допълнителното занаятчийско графическо училище продължава. На 30 март 1944 г. при бомбардировката над София сградата на Държавната печатница е сериозно засегната, а учебните помещения, работилниците и архивът на двете училища – опожарени.
В началото на 1945/1946 учебна година Държавното средно графическо училище за книгопечатане и графически изкуства е възстановено под името Държавно средно училище за книгопечатане и графически техники. В следвоенните години двете училища – средното и допълнителното – отново съществуват съвместно в сградата на Керамичното училище. Практическите занятия с учениците се водят в Държавната печатница. В началото на следващата учебна година средното училище е преименувано в Държавно средно графическо училище.
От началото на 1947/1948 година училището се мести в нова сграда на ул. Московска и започва обзавеждането на собствени работилници – печатарска, словослагателска и книговезка. Със Закона за народната просвета от 1948 г. училището, както и другите в страната, преминава под ръководството на Министерството на народната просвета. Същата година училището е преименувано в Народна графическа гимназия и с държавна помощ към него са открити още две работилници – цинкографска и офсетова. Те са на различни места в София, което затруднява както учениците, така и преподавателите. През 1952 г. името на училището отново е променено – този път в Техникум по графика. Специалностите в техникума са осем: словослагателска, линотипна, печатарска, книговезка, цинкографска, фотоофсетова, дълбокопечатна и стереотипия.
От 1 септември 1959 г. към Техникума по графика започва провеждането на курс по фотография и година по-късно техникумът вече носи името Техникум по полиграфия и фотография „Юлиус Фучик“ и се мести в настоящата сграда.
До края на ХХ в. техникумът променя още три пъти своето име: през 1984 г. – Средно специално училище по полиграфия и фотография и през 1997 г. – Средно училище по полиграфия и фотография. От 1998 г. училището носи името Национална професионална гимназия по полиграфия и фотография.

## Известни личности
- Тодор Живков завършва през 1939 г. допълнителното вечерно училище.